# قورباغه‌های موشکی
قورباغه‌های موشکی (نام علمی: Colostethus) سرده‌ای از قورباغه‌های زهرآگین است که بومی آمریکای مرکزی و جنوبی، از جنوب پاناما تا کلمبیا، اکوادور و شمال پرو است. نام رایج آن‌ها قورباغه موشکی (rocket frogs) است، اما پس از بازنگری آرایه‌شناختی این سرده در سال ۲۰۰۶، این نام ممکن است به قورباغه‌ها در دیگر سرده‌ها و خانواده‌ها نیز اشاره کند.